# Список песен Майи Кристалинской
В репертуаре Майи Кристалинской насчитывается более 200 песен.
В списке, в алфавитном порядке, перечислены песни, которые в разные годы исполняла Майя Кристалинская. После названия песни, в скобках, указаны — композитор (автор музыки) и поэт (автор слов).

## А
- А в Подмосковье (В. Шаинский — Э. Успенский)
- А любовь, как песня (О. Фельцман — В. Харитонов)
- А мне не грустно (Е. Птичкин — Я. Халецкий)
- А снег идёт (А. Эшпай — Е. Евтушенко) — из кинофильма «Карьера Димы Горина»
- А я такая (К. Акимов — К. Филиппова)
- Август (Я. Френкель — И. Гофф)
- Аист (Аркадий Островский — В. Семернин)[1]
- Аисты (Е. Глебов — В. Орлов)
- Апрель (А. Фаттах — О. Фокина)

## Б
- Белые сны (С. Заславский — М. Пляцковский)
- Берёзка (Е. Мартынов — С. Есенин)
- Буду я ждать на земле (В. Гевиксман — Л. Дербенёв)
- Будь добрей (М. Вайнберг — Р. Сеф) — из кинофильма «Нейлон 100 %»
- Будь, женщина, уверена в себе (Б. Терентьев — Б. Дубровин)
- Бывает так (М. Таривердиев — Б. Гайкович) — из кинофильма «Человек за бортом»
- Была у Фрола (К. Акимов — К. Филиппова)
- Белый свет (О. Фельцман — М.Танич, И. Шаферан)

## В
- В землянке (К. Листов — А. Сурков)
- В лесу прифронтовом (М. Блантер — М. Исаковский)
- В мае (О. Анофриев) — дуэт с Олегом Анофриевым
- В нашем городе дождь (Э. Колмановский — Е. Евтушенко)
- В парке у Мамаева кургана (Я. Френкель — И. Гофф)
- В песне — жизнь моя (А. Пахмутова — Н. Добронравов)
- Вальс о вальсе (Э. Колмановский — Е. Евтушенко)
- Вдвоем с тобой (А. Аверкин — В. Матвеев)
- Вдруг тебя вспоминая (Е. Стихин — Л. Румарчук)
- Верба-вербочка (Я. Френкель — Р. Рождественский)
- Вёрсты (М. Вайнберг — Булат Окуджава)
- Верю, верю (П. Аедоницкий — Я. Халецкий)
- Ветер северный (Я. Френкель — И. Гофф)
- Ветерок бессонный (Д. Львов-Компанеец — М. Лисянский)
- Взрослые дочери (О. Фельцман — Н. Доризо)
- Внуки (Э. Колмановский — Н. Доризо)
- Возможно (Аркадий Островский — Игорь Шаферан)
- Вокализ (Микаэл Таривердиев) — дуэт с Юрием Ростом, из кинофильма «Мой младший брат»
- Волны (Г. Портнов — К. Рыжов)
- Восемнадцать лет (О. Гришин — В. Застрожный)
- Вот что песня сделала (В. Дмитриев — О. Долматов)
- Всё как прежде (И. Дунаевский — В. Шкваркин)
- Всё потому (П. Аедоницкий — И. Шаферан)
- Всегда со мной (То ли встречу…) (А. Эшпай — В. Котов)
- Вязаный жакет (А. Долуханян — Н. Доризо)

## Г
- Где ты раньше был (Э. Колмановский — Е. Долматовский)
- Главное, ребята, сердцем не стареть (А. Пахмутова — С. Гребенников, Н. Добронравов)
- Говорила я ветру (Ю. Зацарный — Р. Рождественский)
- Горизонт (А. Зацепин — Л. Дербенёв)
- Горит звезда (М. Табачников — А. Гангов)
- Город спит (А. Островский — Л. Ошанин)
- Городок (Дм. Покрасс — М. Светлов)

## Д
- Да, то есть нет (К. Акимов — К. Филиппова)
- Два берега (А. Эшпай — Г. Поженян) — из кинофильма «Жажда»
- Две копейки за счастье (М.Звездинский)
- Девчонки танцуют на палубе (А. Пахмутова — С. Гребенников, Н. Добронравов) — дуэт с Иосифом Кобзоном
- Детство ушло вдаль (А. Островский — Л. Ошанин)
- Для тебя (Я. Френкель — И. Шаферан)
- До завтра (О. Фельцман — М. Лисянский)
- Доброе утро (автор не известен)
- Добрый вечер (О. Фельцман — М. Лисянский)
- Добрый день (Э. Колмановский — В. Дыховичный, М. Слободской) — песня с Олегом Анофриевым, Львом Барашковым и Владимиром Трошиным
- Добрый мой друг (Б. Терентьев — Н. Добронравов)
- Доверчивая песня (Аркадий Островский — Лев Ошанин)
- Довоенное танго (Д. Покрасс — Ф. Лаубе)
- Дожди (Аркадий Островский — И. Кашежева)
- Дождь идёт (Д. Оливьери — Б. Дубровин)

## Е
- Его зарыли в шар земной (Я. Вайсбурд — С. Орлов)
- Еду я (А. Эшпай — Л. Дербенёв)
- Если вам ночью не спится (А. Островский — С. Михалков)
- Если можешь, прости (Г. Раймондо — И. Аркадьев)
- Если отец герой (А. Пахмутова — Н. Добронравов)
- Если ты любить устал (С. Туликов — Р. Рождественский)
- «Ещё раз о письмах» (А. Экимян — В. Лазарев)

## Ж
- Жалоба (В. Кудрявцев — В. Орлов)
- Жду любви (Т. Хренников — Е. Шатуновский)
- Женский возраст (В. Хорощанский — Б. Шифрин)
- Женщины (Л. Лядова — В. Лазарев)
- Журавлёнок (Э. Колмановский — Игорь Шаферан)

## З
- За окошком света мало (Э. Колмановский — К. Ваншенкин)
- За рулём (И. Лебедовская — С. Фогельсон)
- Записка (А. Островский — Ф. Пузырёв)
- Заря (Ю. Саульский — Ю. Цейтлин)
- Зачем мы перешли на «ты» (Б. Окуджава — А.Осецка, Б. Окуджава)
- Звёзды Мехико (А. Пахмутова — Н. Добронравов)
- Здравствуй (А. Петров — С. Фогельсон)
- Зимняя песня (А. Норченко — В. Фельдман)
- Знакомая песенка (М. Таривердиев — В. Орлов)
- Знакомый мотив (С. Мелик — Ю. Гарин)
- Золотые сумерки (М. Таривердиев — В. Орлов, С. Давыдов)

## И
- И если ты любить устал (С. Туликов — Р. Рождественский)
- И меня пожалей (А. Пахмутова — И. Гофф)
- Иванушка-дурачок (Н. Богословский — М. Танич)
- Ивушка (С. Пожлаков — С. Голиков)
- Ивы России (Ю.Степанов — Г.Иванов)

## К
- Как знать (Э. Колмановский — И. Гофф)
- Как тебе служится (Я. Френкель — М. Танич)
- Как хороши, как свежи были розы (А. Аренский)
- Какая песня без баяна (О. Анофриев)
- Камыши (В. Соловьёв-Седой — А. Чуркин)
- Карелия (А. Колкер — К. Рыжов) (первая исполнительница — Лидия Клемент)
- Килиманджаро (А. Островский — В. Громов, Ф. Данилович)
- Когда разлюбишь ты (Э. Колмановский — И. Гофф)
- Колыбельная (Э. Колмановский — К. Кулиев, Н. Гребнев)
- Колыбельная с четырьмя дождями (С. Пожлаков — Л. Лучкин)
- Колыбельная Светлане (Т. Хренников)
- Костёр на снегу (А. Зацепин — Л. Дербенёв)
- Красно солнышко (П. Аедоницкий — И. Шаферан)
- Круги на воде (А. Островский — И. Кашежева)
- Кто отзовётся (А. Пахмутова — Н. Добронравов)

## Л
- Лесная колыбельная (В. Махлянкин — А. Кондратьев)
- Летний снег (Д. Тухманов — М. Ножкин)
- Лето кончилось (В. Зубков — Н. Кондакова)
- Летят стрижи (Аркадий Островский — Лев Ошанин)
- Листопад (С. Туликов — В. Лазарев)
- Листья клёнов (Ю. Акулов — Л. Шишко)
- Листья прошлогодние (Э. Колмановский — М. Матусовский)
- Лунный камень (Аркадий Островский — И. Кашежева)
- Лучший город земли (А. Бабаджанян — Л. Дербенёв)
- Люби меня, как я тебя (Г. Пономаренко — Г. Георгиев)
- Любимым прощают (В. Левашов — В. Харитонов)
- Люблю тебя (Б. Терентьев — В. Винников и В. Крахт)
- Люди как реки (А. Флярковский — Р. Рождественский)

## М
- Мамина осень (Ю. Акулов — Н. Малышев)
- Москва и Варшава (Б. Терентьев — Ю. Каменецкий)
- Москвичи (А. Эшпай — Е. Винокуров)
- Мосты (А. Бабаджанян — В. Орлов)
- Мы с тобой случайно встретились (Е. Рохлин — И. Финк)

## Н
- На кургане (А. Петров — Ю. Друнина) (первая исполнительница — Лидия Клемент)
- На лодке (В. Соловьёв-Седой — В. Лебедев-Кумач)
- Наши мамы (Э. Колмановский — И. Шаферан)
- Не было печали (О. Фельцман — И. Шаферан)
- Не зажигай огня (Е. Жарковский — А. Поперечный)
- Не знаю тебя (Э. Рознер — М. Пляцковский)
- Не зови меня (С. Кац — Г. Рублёв)
- Не повторяется такое никогда (С. Туликов — М. Пляцковский)
- Не рассказывай никому (А. Норченко — Г. Регистан)
- Не спеши (А. Бабаджанян — Е. Евтушенко)
- Нежность (А. Пахмутова — С. Гребенников, Н. Добронравов)
- Неизвестный солдат (А. Пахмутова — Е. Евтушенко)
- Ненаглядный мой (А. Пахмутова — Р. Казакова)
- Нет и да (Н. Богословский — М. Танич)
- Нет, не прошла весна (Я. Френкель — И. Гофф)
- Неужели это мне одной (Г. Портнов — Ю. Принцев)
- Ничего не говорила (В. Соловьёв-Седой — А. Фатьянов)
- Новогодний тост (А. Зацепин — М. Матусовский) — дуэт с Леонидом Харитоновым
- Новогодняя песня (Е. Птичкин — Л. Куксо)
- Ночные вокзалы (М. Фрадкин — Е. Долматовский)

## О
- О любви и о тебе (Д. Тер-Татевосян — Б. Брянский)
- Обучаю игре на гитаре (Я. Френкель — К. Ваншенкин)
- Оглянись (Я. Френкель — И. Гофф)
- Одноклассники (В.Дмитриев — М. Пляцковский)
- Опять плывут куда-то корабли (А. Колкер — И. Кашежева)
- Осенние ели (Д. Покрасс — А. Пришелец)
- От разлуки до разлуки (В. Баснер — М. Матусовский)
- Отчего (Б.Терентьев — В. Крахт)
- Офицерские жёны (А. Долуханян — Е. Долматовский)

## П
- Палуба (Ю. Левитин — Г. Шпаликов) — из кинофильма «Коллеги»
- Перед дальней дорогой (М. Блантер — В. Дыховичный, М. Слободской) с Геннадием Пономарёвым
- Песенка Люси (Э. Колмановский — Л. Ошанин) — из спектакля «Дайте крышу Матуфлю»
- Песенка о ветре (Г. Портнов — К. Григорьев)
- Песенка о счастье (К. Акимов — К. Филиппова)
- Песенка об Арбате (Б. Окуджава)
- Песенка почтальона (А. Колкер — Л. Норкин)
- Песня Веры (Я. Френкель — Р. Рождественский) — из кинофильма «Корона Российской империи»
- Песня о ветре (Г. Портнов — Ю. Принцев)
- Песня о матери (А. Зацепин — Л. Дербенёв) — из кинофильма «Ангел в тюбетейке»
- Песня о пожарнике (М. Таривердиев — ?)
- Песня о стюардессах (Л. Лядова — О. Милявский)
- Письма (А. Экимян — В. Лазарев)
- Письмо на Усть-Илим (А. Пахмутова — С. Гребенников, Н. Добронравов)
- Поговорим (Г. Мовсесян — Игорь Шаферан)
- Подкова (А. Изотов — С. Гершанова)
- Подмосковные вечера (В. Соловьёв-Седой — М. Матусовский)
- Позови меня (А. Зацепин — А. Галиев)
- Пока ещё не осень (В. Левашов — А. Детерихс)
- Пока стучат часы (В. Шаинский — М. Ножкин)
- Половинка (Л. Иванова)
- Полынь (А. Пахмутова — Р. Рождественский)
- Признание в любви (С. Туликов — М. Танич)
- Присядем друзья перед дальней дорогой (М. Блантер — В. Дыховичный, М. Слободской) — дуэт с Г. Пономарёвым
- Просто очень люблю (К. Акимов — К. Филиппова)
- Просто-напросто (Л. Вербицкий — А. Вратарёв)
- Прощайте, голуби (М. Фрадкин — М. Матусовский)
- Птицы (Р. Майоров — А. Ольгин)
- Пускай сложилось всё иначе (С. Туликов — Д. Смирнов)
- Пусть дни проходят (Б. Терентьев — И. Финк)

## Р
- Расцвёл мангустан (О. Лундстрем — русский текст Е. Гвоздев) — индонезийская народная песня
- Ретро (В. Мильман — Б. Шифрин)
- Родимая земля (Г. Мовсесян — Р. Рождественский)
- Ромашка (К. Акимов — К. Филиппова)
- Россия (А. Флярковский — М. Сергеев)
- Русь (А. Пахмутова — Н. Добронравов)

## С
- С Новым Годом (О. Фельцман — А. Внуков, Я. Хорейчик) — песня с О. Анофриевым, В. Трошиным, Л. Барашковым
- Садовое кольцо (М. Таривердиев — С. Гребенников, Н. Добронравов)
- Седые мужчины (Н. Кудрин — В. Бут)
- Сидят в обнимку ветераны (А. Пахмутова — М. Львов)
- Синие розы (Л. Вербицкий — Ю. Ерусалимский)
- Сколько лет, сколько зим (В. Ветров — О. Фокина)
- Сны (Мальчишки уснули…) (А. Флярковский — Р. Рождественский)
- Сны (Мы наши первые печали…) (Э. Колмановский — И. Гофф)
- Спящая красавица (Н. Богословский — М. Танич)
- Старое время (Дм. Покрасс — Ф. Лаубе)
- Старый клён (А. Пахмутова — М. Матусовский)
- Старый клён (А. Пахмутова — М. Матусовский) — дуэт с Владимиром Трошиным на польском языке
- Старый причал (В. Гевиксман — Б. Окуджава) — из кинофильма «Цепная реакция»
- Судьба (Я. Френкель — Э. Пузырёв)
- Суздаль (В. Соловьёв-Седой — М. Матусовский)
- Счастливый день (В. Дмитриев — М. Рябинин)
- Сын полка (О. Фельцман — Е. Долматовский)
- Сыновья покидают родительский дом (А. Изотов — М. Лисянский)

## Т
- Таёжный вальс (Э. Колмановский — Лев Ошанин)
- Так уж бывает (А. Флярковский — М. Танич)[2]
- Так устроен свет (Д. Тухманов — М. Пляцковский)
- Такие ночи (Г. Портнов — ?) — дуэт с Эдуардом Хилем, из кинофильма «Когда песня не кончается»
- Текстильный городок (Я. Френкель — М. Танич)
- Телефонный звонок (Ю. Акулов — Л. Шишко)
- Течёт Волга (М. Фрадкин — Л. Ошанин)[3]
- Тик-так (А. Флярковский — Л. Дербенёв)
- Товарищу комсоргу (А. Пахмутова — С. Гребенников, Н. Добронравов) — дуэт с Иосифом Кобзоном
- То ли буря, то ли вьюга (Г. Пономаренко — М. Агашина)
- Только любовь права (А. Бабаджанян — С. Гребенников, Н. Добронравов)
- Топ-топ (С. Пожлаков — А. Ольгин)
- Тоска по Родине (М. Фрадкин — В. Лазарев)
- Три товарища (Ю. Левитин — Б. Ахмадуллина)
- Трио из оперетты «Сто чертей и одна девушка»
- Тропена когийре — бразильская шуточная народная песня-скороговорка в обработке А. Котякова
- Ты мечтаешь о дальних полётах (Я. Френкель — В. Войнович) — дуэт с Иосифом Кобзоном
- Ты не печалься (Микаэл Таривердиев — Николай Добронравов)
- Ты сейчас далеко (С. Туликов — М. Пляцковский)
- Ты это не забудь (О. Фельцман — А. Гангов)

## У
- У песни есть имя и отчество (Е.Мартынов — М.Лисянский)
- У тебя такие глаза (М. Таривердиев — С. Кирсанов)
- Улыбка (Е. Птичкин — Я. Халецкий)

## Х
- Ходите чаще в гости к старикам (А. Изотов — С. Гершанова)

## Ц
- Царевна-несмеяна (Ген Шангин-Березовский)

## Ч
- Часы (В. Людвиковский — Б. Брянский) — дуэт с Владимиром Трошиным

## Э
- Это было, это будет (Д. Тухманов — М. Танич)
- Этот Новый Год (Е. Птичкин — Б. Брянский)

## Я
- Я — Земля (А. Абрамов — Игорь Шаферан)
- Я ваша весна (Ю. Левитин — Е. Шевелёва)
- Я иду на свидание с тобой (Д. Покрасс — П. Градов)
- Я с утра к тебе шла (Л. Иванова — Л. Иванова)
- Я тебя не знаю (В. Кащеев — Л. Иванова)
- Я тебя подожду (А. Островский — Л. Ошанин)